# Michael Nip Hall
Michael Nip Hall (Porto Rico, 12 de junho de 1953) é um biólogo molecular estadunidense e suíço. É professor do Biocentro da Universidade de Basileia.

## Prêmios e condecorações
- 1995 Membro da Organização Europeia de Biologia Molecular (EMBO)[1]
- 2003 Prêmio Cloëtta
- 2009 Fellow da Associação Americana para o Avanço da Ciência (AAAS)
- 2009 Prêmio Louis-Jeantet de Medicina[2]
- 2012 Prêmio Marcel Benoist[3]
- 2014 Breakthrough Prize in Life Sciences[4][5]
- 2014 Membro da Academia Nacional de Ciências dos Estados Unidos[6]
- 2017 Prêmio Szent-Györgyi por Progresso em Pesquisa do Câncer

## Publicações selecionadas
- Heitman, J., N. R. Movva, and M. N. Hall.  1991.  Targets for cell cycle arrest by the immunosuppressant rapamycin in yeast. In Science  253, 905-909.
- Schmelzle, T. and M. N. Hall.  2000.  TOR, a central controller of cell growth. In Cell 103, 253-262.
- Loewith, R., E. Jacinto, S. Wullschleger, A. Lorberg, J. L. Crespo, D. Bonenfant, W. Oppliger, P. Jenoe, and M. N. Hall.  2002.  Two TOR complexes, only one of which is rapamycin sensitive, have distinct roles in cell growth control.  In Mol. Cell 10, 457-468.
- Wullschleger, S., R. Loewith, and M. N. Hall.  2006.  TOR signaling in growth and metabolism. In Cell 124, 471-484.
- Robitaille, A. M., S. Christen, M. Shimobayashi, L. L. Fava, M. Cornu, S. Moes, C. Prescianotto-Baschong, U. Sauer, P. Jenoe, and M. N. Hall.  2013.  Quantitative phosphoproteomics reveal mTORC1 phosphorylates CAD and activates de novo pyrimidine synthesis. In Science 339, 1320-1323.[7]